# Школа особого назначения НКВД
Школа особого назначения НКВД — учебное заведение спецслужб СССР, созданное 3 октября 1938 года. В 1943 году была переименована в Разведывательную школу 1-го Управления Народного комиссариата государственной безопасности СССР. В настоящее время — Академия внешней разведки.

## Создание
Была создана Приказом народного комиссара внутренних дел от 3 октября 1938 года.

## Дислокация
Размещалась на 4-х объектах: на 21-м и 25-м км Горьковского шоссе, в Пушкино и в районе Барвихи.
В октябре 1941 года была эвакуирована в Куйбышев (без слушателей), в начале 1942 года возвращена в Подмосковье.

## Программа обучения
- Дипломатический протокол.
- Иностранные языки (см. раздел «Структура»).
- Международные отношения.
- Русский язык и литература.
- Специальные дисциплины.
- Экономическая география.

## Структура
- Кафедра «Восток» (изучение мандаринского, фарси, турецкого и японского языков).
- Кафедра «Запад» (изучение английского, испанского, итальянского, немецкого и французского языков).

## Срок обучения
Один год.

## Известные преподаватели
- М. М. Аксельрод
- Т. Ф. Воронцов
- В. С. Гражуль
- А. А. Губер
- А. М. Деборин
- П. М. Журавлёв
- В. М. Зарубин
- К. К. Квашнин
- А. А. Крейн
- И. М. Майский
- Е. П. Мицкевич
- В. И. Пудин
- П. А. Судоплатов
- Б. Е. Штерн

## Известные выпускники
- Н. М. Горшков
- В. М. Иванов
- А. И. Лазарев
- В. Г. Павлов
- Е. Т. Синицын
- А. С. Феклисов
- П. М. Фитин
- К. А. Чугунов
- А. А. Яцков